# 캔자스시티 블루스 (음악)
캔자스시티 블루스(Kansas City blues)는 블루스 음악의 한 장르이다. 캔자스 시티 블루스&재즈 패스티벌과 캔자스 재즈 블루스 협회가 탄생했다.